# پیستشنه
پیستشنه (به چکی: Písečné) یک منطقهٔ مسکونی در جمهوری چک است که در ناحیه ییندریخوف هرادتس واقع شده‌است. پیستشنه ۳۳٫۵۲ کیلومتر مربع مساحت و ۵۶۲ نفر جمعیت دارد و ۴۴۳ متر بالاتر از سطح دریا واقع شده‌است.